# Josh McCown
Joshua Treadwell "Josh" McCown (Jacksonville, Texas, 4 de julio de 1979) es un quarterback de fútbol americano que juega para los Philadelphia Eagles de la National Football League.

## Estadísticas en UFL
| Temporada | Equipo | CMP | ATT | YDS   | TD | INT | PCT   | Índice de audiencia |
| --------- | ------ | --- | --- | ----- | -- | --- | ----- | ------------------- |
| 2010      | HFC    | 114 | 202 | 1,463 | 10 | 8   | 56.4% | 79.3                |